# Provincia Trieste
Trieste este o provincie în regiunea Friuli-Venezia Giulia în Italia.

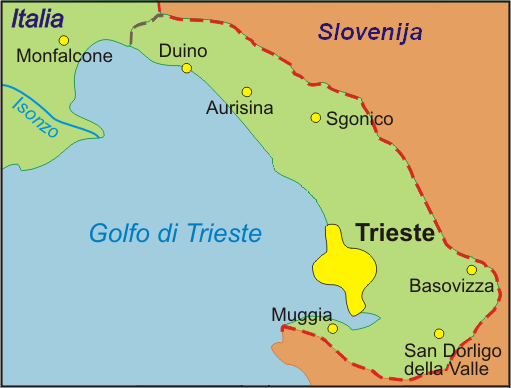
Harta provinciei Trieste